# Rockland (Helensburgh)

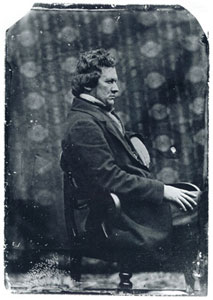
Alexander Thomson

Rockland ist eine Villa in der schottischen Stadt Helensburgh in der Council Area Argyll and Bute. Das Gebäude ist unter der Adresse 150 East Clyde Street im Südosten der Stadt am Ufer des Firth of Clyde zu finden. 1971 wurde die Villa in die schottischen Denkmallisten in der höchsten Kategorie A aufgenommen.

## Geschichte
Das Gebäude wurde im Jahre 1854 fertiggestellt. Als Architekt war Alexander Thomson für die Planung verantwortlich. Die Villa gilt als Wendepunkt in seiner Entwicklung, da sich Thomson erstmals vom neoromanischen Stil löste und Elemente der griechischen Architektur verwandte, die Hauptelemente seines späteren Schaffens werden sollten. Hierzu gehört unter anderem der Eingangsbereich, welcher jedoch möglicherweise nicht mehr dem Originalzustand entspricht, sondern später von Thomson hinzugefügt wurde. Außerdem trennte Thomson bei diesem Bau erstmals eine Villa in zwei funktionale Elemente, einen Wohn- und einen Wirtschaftsbereich.

## Beschreibung
Rockland weist einen T-förmigen Grundriss auf. Der Haupttrakt ist zweistöckig gebaut, während der östlich angrenzenden Wirtschaftsflügel nur einstöckig ist. Die Villa besteht aus grauem, behauenem Bruchstein mit Zierbändern aus cremefarbenen Quadersteinen, aus denen auch die Faschen der Fenster und Türen bestehen. Die einzelnen Gebäudeteile schließen meist mit Satteldächern ab. Der Eingangsbereich ist von einem Säulenpaar begrenzt, das den darüberliegenden Balkon stützt. Rückwärtig befindet sich eine Sonnenuhr, auf welche sich der Denkmalschutz explizit ausdehnt.